# Kaminokuni
Kaminokuni (japanska: 上ノ国町?, Kaminokuni-chō) är en landskommun (köping) i Hokkaido prefektur i Japan.  